# Apamea obscura
Apamea obscura là một loài bướm đêm trong họ Noctuidae.